# Perotrochus atlanticus
Perotrochus atlanticus is een slakkensoort uit de familie van de Pleurotomariidae. De wetenschappelijke naam van de soort is voor het eerst geldig gepubliceerd in 1968 door Rios & Matthews.